# 219年
| 千纪： | 1千纪                                                                                           |
| 世纪： | 2世纪 \| 3世纪 \| 4世纪                                                                         |
| 年代： | 180年代 \| 190年代 \| 200年代 \| 210年代 \| 220年代 \| 230年代 \| 240年代                       |
| 年份： | 214年 \| 215年 \| 216年 \| 217年 \| 218年 \| 219年 \| 220年 \| 221年 \| 222年 \| 223年 \| 224年 |
| 纪年： | 己亥年（猪年）；东汉建安二十四年                                                                |

## 大事记
- 中国
  - 建安二十四年
  - 漢水之戰，黃忠被曹軍包圍未歸，趙雲擺空城計嚇退曹操，救回黃忠。
  - 1月，曹仁平定侯音之亂。
  - 5月，劉備攻佔漢中。至7月自立漢中王。
  - 樊城之戰，關羽進攻樊城曹仁。8月，乘暴雨、水漲，大敗魏援軍于禁、龐德。
  - 10月，吕蒙率東吳军攻占荆州。12月，擒殺關羽。
  - 12月，孫權向魏稱臣，被表驃騎將軍。
  - 魏諷密謀造反被揭發，導致曹丕大開殺戒。
- 日本
  - 神功皇后摄政19年
  - 皇紀879年
- 朝鮮
  - 高句麗：山上王23年
  - 新羅：奈解王24年
  - 百済：仇首王6年
  - 檀紀2552年
- 佛曆：762年
- 希伯来历：3979年 - 3980年

## 各国领袖

### 亞洲
- 中國（東漢）
  - 君主：漢獻帝（189年－220年）
  - 實質掌權者：曹操（丞相、魏王216-220）
  - 主要州牧：曹操、孙权、劉備
- 拓跋鲜卑 - 拓跋力微（219年－277年）
- 日本 - 神功皇后（攝政，200年－270年）
- 泰米尔哲罗（Chera）王朝 - Yanaikat-sey Mantaran Cheral（201年－241年）
- 亚美尼亚 - Tiridates二世（英语：Tiridates II of Armenia）, 亚美尼亚国王 (217-252)
- 朝鲜半岛 (朝鲜三国时代)
  - 百济 - 仇首王, 百济王 (214–234)
  - 金官伽耶 - 居登王, 伽耶王 (199-259)
  - 高句丽 - 山上王, 高句丽王 (197–227)
  - 新罗 - 奈解尼師今, 新罗王 (196–230)
- 高加索伊比利亚王国 - Vache of Iberia（英语：Vache of Iberia）, 伊比利亚王 (216-234)
- 贵霜帝国 - 波調（Vasudeva I） (c.191-225)
- 安息帝国 - 
  1. Vologases六世（英语：Vologases VI of Parthia）, 帕提亚国王 (c.208-228)
  2. 阿尔达班四世, 帕提亚国王 (c.208-228)

### 欧洲
- 罗马帝国 - 埃拉伽巴路斯, 罗马皇帝 (218-222)

### 非洲
- 库什王朝 (Kush) - Aryesbokhe国王 (215-225)

## 出生
- 孫峻，吴国后期权臣

## 逝世
- 龐德，曹魏重要將領（170年出生）49岁
- 夏侯淵，曹魏重要将领
- 董衡，魏国將領
- 夏侯荣，魏国將領，夏侯淵的第五子（207年出生）
- 張仲景，著名醫學家
- 侯音，因百姓不堪徭役之苦反叛曹魏的宛城守將
- 衛開，隨侯音據宛城反叛
- 楊修，曹魏官员，著名文学家（175年出生）44岁
- 宋忠，東漢末年儒家學者、注釋家
  - 魏諷之死牽連被誅者
    - 魏諷
    - 張泉
    - 劉偉
    - 王粲二個兒子(名字不可考)
- 霍峻，東漢末年劉備手下將領。
- 蔣欽，吴国将领
- 陸績，吴国将领